# Distrito Este (Gijón)
El Distrito Este es uno de los seis distritos en los que se divide el concejo asturiano de Gijón, en el norte de España, según la Ley de Grandes Ciudades. Alberga los barrios de La Arena, El Bibio, Las Mestas y Viesques, que junto a Somió históricamente han sido la parte más rica de la ciudad, así como los barrios de El Coto y Ceares, tradicionalmente de carácter más obrero.
En la actualidad es un distrito con un uso del suelo principalmente residencial. Cuenta además con algunos de los principales equipamientos de la ciudad como la playa de San Lorenzo en La Arena, la plaza de toros de El Bibio, el parque de Isabel la Católica, el Estadio El Molinón, en la zona de El Bibio-Parque o las instalaciones del RGCC, repartidas en varios barrios del distrito. El barrio de Viesques es el más caro de toda Asturias y cuenta con el parque fluvial, donde está la unión de las sendas ciclistas que circunvalan la ciudad.
En cuanto a El Coto y Ceares, son barrios eminentemente residenciales de carácter más obrero. En El Coto se hallaba el Cuartel de Alfonso XII, actual CMI de El Coto, y en Ceares el Cuartel del Simancas, actual Colegio de la Inmaculada. En Ceares se sitúa el mayor parque urbano de Asturias, el de los Pericones, que incluye al cementerio de El Suco.
En el distrito se ubican además dos hospitales privados (Hospital Begoña y Sanatorio Covadonga). En un futuro próximo, también el distrito albergará una estación del proyecto del Metrotrén, El Bibio, que dará servicio a la zona donde más equipamientos existen del distrito.